# Robert Samuel Maclay
Robert Samuel Maclay (Concord, Pennsylvania, 1824. február 7. – Los Angeles, 1907. augusztus 18.) (kínai neve pinjin hangsúlyjelekkel: Mài Lìhé; magyar népszerű: Maj Li-ho; egyszerűsített kínai: 麦利和; hagyományos kínai: 麥利和) amerikai protestáns misszionárius, sinológus.

## Élete és munkássága
Maclay az amerikai metodista episzkopális egyház misszionáriusaként 1847 áprilisában érkezett Kínába. Központjuk Fucsouban volt, de 1851-re az eredeteileg 12 tagú misszióból már csak Maclay maradt – a többiek meghaltak, vagy visszatértek az Egyesült Államokban. Iskolát alapított, kápolnát és templomot építtetett, majd 1857. július 14-én keresztelte meg az első kínait.
1871-ben visszatért az Egyesült Államokba, ahol kinevezték a Japánba induló misszió vezetőjének. 1973. június 12-én érkezett Japánba, ahol szintén hittérítő munkát végzett. 1884 júniusában egy rövid látogatást tett Szöulban is, ahol megkapta a király engedélyt a hittérítő tevékenységre. 1887-ben vonult vissza, s a bátyjáról Charles Maclay szenátorról elnevezett Maclay School of Theology iskola dékánja lett a kaliforniai San Fernandóban.
Élete során kétszer nősült. Első házasságából öt fiú és három lány született, akik közül négyen gyermekként elhunytak. Legfiatalabbik fia, Edgar Stanton Maclay (1863–1919) történész lett.

### Főbb művei
- Robert Samuel Maclay. Life among the Chinese: with characteristic sketches and incidents of missionary operations and prospects in China. NEW YORK 200 MULBERRY-STREET: Carlton & Porter, 400. o. (1861). Hozzáférés ideje: 2011. július 6. (Original from the New York Public Library)
- Robert Samuel Maclay, C. C. Baldwin. An alphabetic dictionary of the Chinese language in the Foochow dialect. FOOCHOW: Methodist Episcopal mission press, 1107. o. (1870). Hozzáférés ideje: 2011. július 6. (Original from the University of California)
- Robert Samuel Maclay, C. C. Baldwin. An alphabetic dictionary of the Chinese language in the Foochow dialect. FOOCHOW: Methodist Episcopal mission press, 1107. o. (1870). Hozzáférés ideje: 2011. július 6. (Original from Harvard University)